# Corythurus nocturnus
Corythurus nocturnus är en fjärilsart som beskrevs av George Francis Hampson 1893. Corythurus nocturnus ingår i släktet Corythurus och familjen nattflyn. Inga underarter finns listade i Catalogue of Life.